# (69264) Nebra
(69264) Nebra (1988 PE4) – planetoida z pasa głównego asteroid okrążająca Słońce w ciągu 3,7 lat w średniej odległości 2,39 j.a. Odkryta 14 sierpnia 1988 roku.